# Victoria (okręg Jassy)
Victoria – wieś w Rumunii, w okręgu Jassy, w gminie Victoria. W 2011 roku liczyła 1570 mieszkańców.